# 譚倩紅
譚倩紅（英語：Tam Sin Hung，1931年8月28日—），原名譚麗荷，香港前資深影視女演員、粤劇名伶，曾為無綫電視及亞洲電視旗下藝人。

## 生平

### 入行
譚倩紅於1931年出生在葡屬澳門一個普通家庭，父母從事洗衣熨燙的工作，祖籍廣東省江門市新會區。她拜京劇名師粉菊花及吳惜衣的徒弟。譚倩紅為「花旦皇」芳艷芬的副車5年，公認是勤力及易於相處。由鄧碧雲引薦及後經任劍輝在1944年進入粵劇行業，經周詩祿導演引薦接拍銀幕處女作《恨海芳魂》（1953年）。1961年與任冰兒、朱日紅、金影憐、許卿卿、黎坤蓮、英麗梨、李香琴及梁素琴，義結金蘭姐妹，組成九大姐。至1970年為了照顧女兒選擇息影。至1987年復出，年青時的角色多屬風騷艷婦或刁蠻十三點小姐，共參演約160齣電影。

### 無綫電視（1990年－2001年）
1990年底，加入香港無綫電視演出，曾參與多部經典處境劇演出，包括《茶煲世家》、《朝陽》以及與李司棋、薛家燕、樓南光、黎宣及關海山等人合作的《真情》，直到2001年尾約滿離開無綫後為止，結束11年賓主關係。

### 亞洲電視（2001年－2004年）
2001年，轉投亞洲電視，參與拍攝《親子情未了》、《有求必應》、《萬家燈火》及《媽媽我真的愛你》等經典電視劇集，至2004年，結束3年賓主關係並淡出影視圈。

## 住所及家庭
- 1962年12月初期，譚倩紅遷進了的西九龍油麻地定居，與母親、舅父及侄兒共住[5][6]。
- 1962年的冬季，自從九龍尖沙嘴寶勒巷搬遷至香港島半山區柏道，1964年購買九龍塘尾近龍翔道的新型樓宇[7]。
- 而在1962年12月1日與交通警察林德強在香港婚姻注冊處舉行註冊結婚，當晚在九龍尖沙嘴設喜宴[8]。
- 至1966年，產下獨生女林鳳心小姐[9]。
- 1969年她在荃灣青山道(即今城門道7號考評局荃灣評核中心[10])開設「紅梅酒家」[11]。
- 拍罷《三殺手》（1970年）後，專心照顧獨生女兒暫時息影，直至女兒長大才被朱日紅獲力邀請後復出接拍第一齣電影《七年之癢》（1987年）[12]。
- 2015年8月29日，譚倩紅丈夫的林德強因為膽臟手術後身體器官受細菌感染而因病逝世於養和醫院，終年92歲，結束長達53年夫妻情。[13]

## 歌曲
| 曲別   | 歌名   | 作曲   | 作詞   | 演唱   |
| ------ | ------ | ------ | ------ | ------ |
| 主題曲 | 譚倩紅 | 譚倩紅 | 譚倩紅 | 譚倩紅 |

## 電影
- 譚倩紅的[14]胞弟譚南先生是監製，出品公司是新艷紅影業公司。[15]

| 年份                   | 影片名稱               | 角色           |
| 1953年                 | 我為情                 | 糜夫人         |
| 1953年                 | 恨海香魂               |                |
| 1957年                 | 黃飛虎反五關           | 妲己           |
| 1957年                 | 紅鸞喜                 |                |
| 1958年                 | 胡不歸                 |                |
| 1958年                 | 香銷十二美人樓         | 賈季蘭         |
| 1958年                 | 鴛鴦淚                 |                |
| 1958年                 | 新肉山藏妲己           |                |
| 1958年                 | 一入侯門深似海         |                |
| 1958年                 | 十萬童屍               |                |
| 1958年                 | 風流天子與多情孟麗君   |                |
| 1959年                 | 生死連枝（下集大結局） |                |
| 1959年                 | 含笑飲砒霜             | 伍霜花         |
| 1959年                 | 正德皇情醉怡香苑       |                |
| 1959年                 | 白髮魔女傳（上集）     |                |
| 1959年                 | 終歸有日龍穿鳳         |                |
| 1959年                 | 雪艷娘                 |                |
| 1959年                 | 趙五娘萬里尋夫         | 牛詠嫻         |
| 1959年                 | 萬里琵琶關外月         | 家嬋公主       |
| 1959年                 | 鴛鴦福祿               | 王妻           |
| 1959年                 | 正德皇海角尋春         |                |
| 1959年                 | 多情竹織鴨             | 露莎           |
| 1959年                 | 三司會審殺姑案         |                |
| 1960年                 | 紅梅白雪賀新春         |                |
| 1960年                 | 天山雙孤鬥屠龍（上集） | 屠龍女         |
| 1960年                 | 屠龍女三鬥粉金剛       | 屠龍女         |
| 1960年                 | 花王之女               |                |
| 1960年                 | 烏龍王發達記           | 楊素珍         |
| 1961年                 | 古墓追魂劍             |                |
| 1961年                 | 小千金                 | 劉瑪莉         |
| 1961年                 | 龍鳳劍（下集）         |                |
| 1961年                 | 金蘭花（上集）         |                |
| 1961年                 | 金蘭花（下集）         |                |
| 1961年                 | 香江花月夜             |                |
| 1961年                 | 龍鳳劍（上集）         | 王月下         |
| 1961年                 | 丹鳳屠龍劍             |                |
| 1961年                 | 小甘羅拜相             |                |
| 1962年                 | 龍鳳奇緣               | 陳鳳儀         |
| 1962年                 | 關東大俠白骨潭奪寶記   | 馬玉珍         |
| 1962年                 | 關東第一劍黑虎崖殲仇記 |                |
| 1962年                 | 三劍鬥天魔             |                |
| 1962年                 | 大明群英會             |                |
| 1962年                 | 小甘羅拜相（大結局）   |                |
| 1962年                 | 八大女俠鬧江湖（上集） |                |
| 1962年                 | 龍虎風雲萬里紅*        | 尹秋紅         |
| 1962年                 | 真假洞房春             |                |
| 1962年                 | 紅孩兒                 | 鐵扇公主       |
| 1962年                 | 八大女俠鬧江湖（下集） |                |
| 1963年                 | 清宮劍影錄（下集）     |                |
| 1963年                 | 劍俠金縷衣（下集）     |                |
| 1963年                 | 龍虎下江南（下集）     |                |
| 1963年                 | 血洗蝴蝶鏢             | 翠芸           |
| 1963年                 | 鐵馬神龍               |                |
| 1963年                 | 工廠少爺               |                |
| 1963年                 | 龍虎下江南（上集）     |                |
| 1963年                 | 雌虎鬧京華（下集）     |                |
| 1963年                 | 火燒紅蓮寺（下集）     |                |
| 1963年                 | 清宮劍影錄（上集）     |                |
| 1963年                 | 雌虎鬧京華（上集）     |                |
| 1964年                 | 霹靂薔薇（上集）       | 鹿玉如         |
| 1964年                 | 一味靠滾               | 求嫂阿蓮       |
| 1964年                 | 街市皇后               | 陳玉玲         |
| 1964年                 | 雪花神劍（大結局）     | 大師姊藍衣     |
| 1964年                 | 雪花神劍（上集）       |                |
| 1964年                 | 香城九鳳               |                |
| 1964年                 | 雪花神劍（下集）       |                |
| 1964年                 | 情俠情仇               |                |
| 雪花神劍（三集大結局） |                        |                |
| 1965年                 | 聖劍風雲（下集）       |                |
| 1965年                 | 糊塗大偵探             | 胡莉貞         |
| 1965年                 | 千手神拳（下集）       |                |
| 1965年                 | 六指琴魔（下集）       |                |
| 1965年                 | 無字天書               |                |
| 1965年                 | 鐵劍朱痕（下集）       |                |
| 1965年                 | 神劍魔簫（上集）       | 梅玉華         |
| 1965年                 | 六指琴魔(大結局)       |                |
| 1965年                 | 玉女英魂（下集）       |                |
| 1965年                 | 聖劍風雲（上集）       | 辣水仙杜筠     |
| 1965年                 | 威風十八劍             |                |
| 1965年                 | 千手神拳（上集）       |                |
| 1965年                 | 六指琴魔（上集）       | 韓玉霞         |
| 1965年                 | 神劍魔簫（下集）       |                |
| 1965年                 | 鐵劍朱痕（上集）       |                |
| 1965年                 | 玉女英魂（上集）       | 晶晶夫人       |
| 1966年                 | 崑崙三殺手             | 徐霜眉         |
| 1967年                 | 碧眼魔女               | 楊白平         |
| 1968年                 | 哪宅鬧東海             |                |
| 1969年                 | 一劍香                 |                |
| 1970年                 | 三殺手                 |                |
| 1987年                 | 呷醋大丈夫             |                |
| 1987年                 | 七年之癢               |                |
| 1988年                 | 月亮 星星 太陽         | May母親        |
| 1988年                 | 女子監獄               | 何家慧母親     |
| 1988年                 | 胭脂扣                 | 振邦母         |
| 1988年                 | 肥貓流浪記             | Bibi母親       |
| 1989年                 | 阿郎的故事             | 波波母         |
| 1989年                 | 再見王老五             |                |
| 1989年                 | 富貴開心鬼             |                |
| 1989年                 | 合家歡                 | 許太           |
| 1989年                 | 不脫襪的人             |                |
| 1990年                 | 香港舞男               |                |
| 1990年                 | 鬼咬鬼                 | 小紅母         |
| 1990年                 | 龍鳳茶樓               |                |
| 1990年                 | 千年女妖               |                |
| 1991年                 | 老豆唔怕多             |                |
| 1991年                 | 五億探長雷洛傳         |                |
| 1991年                 | 豪門夜宴               | 光顧小販婦人   |
| 1992年                 | 我愛扭紋柴             | 吳山水母親     |
| 1992年                 | 逃學威龍2              | 何老師之母     |
| 1992年                 | 夜夜伴肥嬌             | 阿麗母         |
| 1993年                 | 一代梟雄之三支旗       |                |
| 1995年                 | 共闖天涯               |                |
| 1995年                 | 女人四十               | 奶奶           |
| 1996年                 | 虎度門                 |                |
| 1997年                 | 基佬四十               | 劍笙輝劇團團員 |
| 2000年                 | 裳在我心間             |                |

## 電視劇（無綫電視）
| 首播          | 劇名           | 角色          |
| 1990年        | 茶煲世家       |               |
| 1990年        | 朝陽           |               |
| 1992年        | 妙探出更       | 莫 圓         |
| 1991年-1992年 | 卡拉屋企       | 大姨婆        |
| 1993年        | 少年五虎       |               |
| 1993年-1994年 | 開心華之里     | 梁杏媚        |
| 1995年-1999年 | 真情           | 容 妹（容姨） |
| 1997年        | 美味天王       | 祿 嬸         |
| 1998年        | 愛在暴風的日子 | 楚文母        |
| 2000年        | 生命有TAKE2    | 趙美真        |
| 2001年        | 公私戀事多     | 梁彩玉        |

## 電視劇（亞洲電視）
| 首播   | 劇名           | 角色     |
| 2001年 | 親子情未了     | 郭老太   |
| 2002年 | 有求必應       | 朱玉晶   |
| 2002年 | 伴我同行       | 蘭姨     |
| 2003年 | 萬家燈火       | 鄧陳大妹 |
| 2004年 | 子是故人來     | 李慧雲   |
| 2004年 | 媽媽我真的愛你 | 謝校長   |
| 2004年 | 8號巴士站站情  | 羅春麗   |

## 電視劇（香港電台電視部）
- 2000年：《裁決。法門》

### 演出嘉賓
- 1997年：《萬千星輝賀台慶》（無綫電視）
- 2018年：《星級會客室》（香港有線電視）
- 2019年：《大鑼大鼓好戲派》（香港電台電視部）

### 歌曲/主題曲
- 1995年：
  - 《新春頌獻》（與薛家燕、于洋、盧慶輝、彭子晴、苑瓊丹、楊英偉及文潔雲合唱）
- 1997年：
  - 《新春頌獻》(真情眾藝員)（與薛家燕、顏國樑、張慧儀、滕麗名、黃錦燊、韋家雄及林漪娸合唱）
- 1999年：
  - 《新春頌獻》（與薛家燕、于洋、盧慶輝、彭子晴、苑瓊丹、楊英偉和文潔雲合唱）

## 外部連結
- 譚倩紅在互联网电影资料库（IMDb）上的資料（英文）
- 在AllMovie上譚倩紅的頁面（英文）
- 譚倩紅在香港影庫上的簡介
- 譚倩紅在豆瓣上的资料（简体中文）
- 譚倩紅在时光网上的簡介（简体中文）
- 香港八和會館 - 譚倩紅（页面存档备份，存于）
- 香港電影資料館：譚倩紅參演電影的記錄[永久]
- YouTube上的譚倩紅的二幫花旦片斷侵犯版權
- 譚倩紅 寶刀未老（页面存档备份，存于）